# Yirrkala tenuis
Yirrkala tenuis är en fiskart som först beskrevs av Günther, 1870.  Yirrkala tenuis ingår i släktet Yirrkala och familjen Ophichthidae. Inga underarter finns listade i Catalogue of Life.